# Poás
Poás je aktivní sopka v Centrálním údolí Kostariky.
V jednom ze tří kráterů této středoamerické sopky je gejzír. Kostarická sopka Poás získala slávu v roce 1910, kdy vyvrhla oblak páry vysoký 6 kilometrů. V dalších příležitostech vychrlila páru 300 metrů vysoko.
Poás je jednou z více než 60 sopek, které vévodí krajině v této části Střední Ameriky. Sopky tady vybuchují velice často. Například v sousední Nikaragui byly ve směsi zkamenělého bahna nalezeny otisky asi 10 párů nohou. Tito lidé běželi závod o život kdy v době před 10 000 lety vybuchla nedaleká sopka Masaya. Původ středoamerických sopek je stejný jako všech jiných v ohňovém kruhu. Vznikají podsouváním jedné zemské desky pod druhou.

## Poloha a vulkány
Dosud činná sopka leží v jihovýchodní části pohoří Kordiller, v centrální části Kostarické šíje. Poás je jedním ze čtyř aktivních vulkánů. Nejvyšší je Irazú (3422 metrů), další je Turrialba (3324 metrů) a Borba (2650 metrů). Poás dosahuje výšky 2711 metrů.

## Krátery
Poás má tři krátery. Ten nejvyšší zcela splývá s úbočím. Často je v mlze a proto se tu daří kapradinám, přesličkám a také nižším stromům. Z ptáků zde můžeme vidět drozda stěhovavého i quetzala, který byl Indiány považován za posvátného. Ve druhém, také již vyhaslém kráteru se vyskytuje poklidné jezero, které nabralo vodu z častých dešťů. Deště se zde vyskytují dvakrát do roka a štědře se snášejí na celou mezioceánskou pevninskou hráz. Teprve třetí nejnižší kráter si uchovává aktivitu. Jeho průměr je přibližně 1,5 km a patří mezi největší aktivní krátery na světě. V jeho nejnižším místě je jezero s horkou vodou nazývané Laguna Caliente, jejíž teplota kolísá podle množství srážek a intenzity sopečné aktivity v rozmezí 40–65 °C. Voda v jezeře je rovněž mimořádně kyselá. Oxid siřičitý obsažený v sopečných plynech se mění na kyselinu sírovou,čímž se pH ody často blíží k nule.

### Nejnižší aktivní kráter
Podoba tohoto kráteru je podobná zjizvené měsíční krajině uzavřené do kotle o průměru 1,6 kilometrů a hloubka je odhadována na 300 metrů. Leží v něm opršelé vrstvy popela, utuhlé proudy struskovité lávy s otevřenými kráterky po unikajících plynech i lávové balvany zvané pumice. V nejhlubší části kráteru bublá horké bahnité jezero. Barva se čas od času mění na mléčnou až po zelenou, což závisí na chemickém složení plynný exhalanzí. Pukliny na dně kráteru jsou cestami jimiž povrchová voda proniká do podzemí a tam se zahřívá. Přehřátá a obohacená plyny se pak prudce vrací k povrchu a projevuje se jako gejzír. Intervaly mezi jednotlivými gejzírovými erupcemi se na začátku 20. století zkracovaly. Proto lidé okolo sopky trpí často respiračními a kožními nemocemi.

## Národní park
Sopka Poás a její nejbližší okolí byla v roce 1970 vyhlášena za národní park, který má rozlohu 6 506 ha.